# Moonstone (personaggio)
Moonstone, il cui vero nome è Karla Sofen, è un personaggio dei fumetti creato da Marv Wolfman (testi) e Frank Robbins (disegni), pubblicata dalla Marvel Comics. È una supercriminale, con la peculiare caratteristica di essere dottoressa in psicologia, qualità che sfrutta per i suoi scopi.
Nata come antagonista di Hulk prima e dei Vendicatori poi, negli ultimi anni ha avuto un rilancio prima nella serie dei Thunderbolts e recentemente negli Oscuri Vendicatori scritti da Brian Michael Bendis.

## Biografia
Karla Sofen era figlia di un maggiordomo che lavorava per un ricco produttore di Hollywood. Alla morte del padre, sua madre fece tre diversi lavori pur di riuscire a pagare gli studi alla figlia. Giurando di non finire come lei, dopo che si laureò in psichiatria, entrò nel redditizio mondo della criminalità, inizialmente come assistente del "Maestro della mente umana", il malvagio Dottor Faustus.
In seguito Karla convinse uno dei suoi pazienti, l'ex supercriminale Lloyd Bloch, a rinunciare alla Pietra Lunare, un potente gioiello alieno fonte di suoi poteri, in modo da impossessarsene e diventare la nuova Moonstone.

### I Signori del male
Negli anni Karla ha affrontato diversi giustizieri, come Capitan America e Falcon, l'Uomo Ragno e persino l'incredibile Hulk.
Venne poi reclutata nei Signori del male dal criminale Testa d'Uovo (Egghead) nel suo piano per distruggere Henry Pym e in seguito ha affrontato i Vendicatori in diverse occasioni, al Progetto Pegasus o sotto la guida del Barone Zemo, quando questi riuscì a conquistare la loro base.
In entrambe le occasioni, Karla tentò di manipolare la mente del potente ma instabile criminale Blackout, capace di controllare la "forza oscura", un'energia extradimensionale.

### I Thunderbolts
Moonstone prese parte alla prima incarnazione dei Thunderbolts, sempre agli ordini di Zemo, ma in seguito si ribellò contro di lui, cercando di usurpare la sua leadership.
Rimase nel team anche quando alla guida arrivò l'ex vendicatore Occhio di Falco, che voleva realmente riabilitare questi ex criminali, ma Karla tentò più volte di sedurlo e manipolarlo.
Durante l'ennesimo scontro con Zemo, Karla venne privata della sua pietra lunare e cadde in coma. La Commissione sulle Attività Superumane ha portato il suo corpo alla loro base, dove lei e Songbird sono state mentalmente collegate attraverso il potere della pietra lunare; in questo modo, Karla è uscita dal suo coma, e ha nuovamente possesso dei suoi poteri.
Dopo Civil War, Norman Osborn la mise come leader sul campo dei nuovi Thunderbolts, entrando in conflitto per i suoi sistemi violenti con Songbird e l'Uomo Radioattivo, che preferivano metodi d'arresto non letali.

### Dark Reign: Oscuri Vendicatori
Al termine di Secret Invasion, che vede l'ascesa al potere di Norman Osborn, il neodirettore di H.A.M.M.E.R. propone a Karla di unirsi ai suoi Vendicatori, divenendo la nuova Ms. Marvel al posto della ribelle Carol Danvers.
Durante la sua permanenza negli Oscuri Vendicatori di Osborn, Karla inizia una sorta di manipolazione della squadra: dopo aver avuto un rapporto con Noh-Varr, le sfugge il fatto che l'intero team è composto da supercriminali e pertanto lo spinge a lasciare il team. In seguito tenta anche di psicanalizzare Daken, anche se viene in malo modo respinta e spaventata, ed infine tenta di adescare Bullseye.
Durante la saga Utopia ella partecipa agli scontri a San Francisco, mettendo fuori combattimento Karima Shapandar e Nekra nei pressi di un cinema in fiamme. Poi, nello scontro finale, viene presa in consegna da Bling! e le stesse Shapandar e Nekra, che riescono a ferirla gravemente. Infine riesce a convincere Norman Osborn a fuggire, in parte perché gli X-men guidati da Ciclope erano riusciti a sottometterli.
In seguito, Norman Osborn inserisce nella sua lista Bruce Banner e suo figlio, poi manda Karla e Victoria Hand a contaminarlo con dei raggi gamma. Durante lo scontro Skaar è sul punto di uccidere Victoria, ma Bruce viene lo stesso contaminato e riesce a fuggire con il figlio.
Durante uno scontro con l'Uomo Molecola, ella viene tramutata in pietra. Dopo che Sentry riuscì a sconfiggerlo, Karla si offre di aiutarlo con delle sedute psichiatriche.
Successivamente, poco prima dell'assedio di Asgard, Moonstone viene sorpresa da Victoria Hand con Bullseye e pertanto arrestata da parte della stessa Hand, che l'accusa di star manipolando la squadra.
Durante l'assedio riesce a mettere fuori combattimento Thor assieme ad Osborn e agli U-Foes, per poi riuscire a sconfiggere Ms.Marvel (anche se solo grazie all'aiuto di Iron Patriot, che la colpisce alle spalle). Viene comunque arrestata e portata al Raft, la prigione per supercriminali, al termine dello scontro.

## Poteri e abilità
Karla Sofen è in grado, attraverso l'utilizzo delle Pietre di Luna, di manipolare a piacimento la gravità, aumentandola per schiacciare i nemici a terra, oppure annullandola per potersi alzare in volo oppure per rendere inermi i propri avversari. Dopo aver perso la sua seconda Pietra di Luna e rimanendo in possesso di unicamente una di esse, sembra aver perso questa capacità. Inoltre, è in grado di assorbire l'energia luminosa dell'ambiente circostante per aumentare la propria forza fisica (può sollevare fino a 25 tonnellate in questo modo), la propria resistenza (è stata in grado di resistere quasi senza danno ad un pugno di Rogue dopo che aveva assorbito i poteri di Ares) oppure emettere l'energia sotto forma di scariche, globi, raggi o dardi percussivi.
Infine, diminuendo in modo drastico il suo peso specifico, è in grado di rendersi intangibile. In questo modo diviene immune ai colpi avversari, alle scariche energetiche, ai proiettili ed altre sollecitazioni esterne di svariati tipi. Gli unici attacchi in grado di arrecarle danno mentre è in questa forma sono stati quelli dello skrull che impersonava Capitan Marvel (Khn'nr) e, anche se in modo molto lieve, quello generato da Hope Abbot (alias Trance), mentre era nella sua forma astrale.
L'unione di queste capacità, comunque, rendono Karla Sofen uno dei supereroi più letali in battaglia, in quanto intoccabile ed allo stesso tempo avente una potenza di fuoco micidiale.

## Altri media

### Televisione
Moonstone compare in:
- I Vendicatori
- Marvel Super Heroes: What The--?!
- Avengers Assemble

### Videogiochi
Moonstone compare in:
- Marvel: La Grande Alleanza
- Marvel: La Grande Alleanza 2
- Marvel: Avengers Alliance
- Marvel Puzzle Quest
- Marvel Future Fight
- LEGO Marvel's Avengers
- Marvel Strike Force
- Marvel Duel